# Enrico Emilio Ximenes
Enrico Emilio Ximenes (Palermo, 12 maggio 1857 – Milano, 1923) è stato un critico letterario, saggista e intellettuale italiano.
Figlio di Antonio Ximenes, intellettuale e artista siciliano e della nobildonna Giulia Tolentino, nacque in una nobile famiglia di origine spagnola.  Fu pubblicista e fondò le testate Il Vespro e La Democrazia. Figlio di un patriota che entrò a Palermo con Garibaldi, scrisse numerose opere a tema risorgimentale. Fondò e diresse il Museo dei Mille. È autore anche di qualche componimento poetico.

## Opere
- Studio critico sulla letteratura garibaldina
- I Vespri Siciliani
- Epistolario di Giuseppe Garibaldi
- La donna nel Risorgimento
- Giulia Calam
- Anita Garibaldi